# حي كانغنام
حي كانغنام ((هانغل: 강남구; هانجا: 江南區; ر.ر: كانغنام غو)) هو حي يقع جنوب نهر الهان بسول ويعتبر حي مميز بالعاصمة، وقد احتل ’كانغنام’ عام 2007 المركز العاشر في أكثر المناطق ارتفاعاً في اسعار السكن في العالم. وتعتبر مفضلة لدى الآباء والامهات نظراً لما بها من مدارس عالية المستوى ومراكز تعليم عالية. ويوجد ايضاً الكثير مما يحمل اسم ’ كانغنام’، فهناك محطة كانغنام التي تقع عند الخط الثانى لمترو الانفاق، وهناك ايضاً ’ جامعة كانغنام ’. وكذلك أغنية الراب التي نالت شهرة واسعة للفنان «ساى» بعنوان ’ كانغنام ستايل’.التي تم إصدارها في 15 يوليو عام 2012 واحتلت الاغنية المركز الأول في كوريا الجنوبية كما وصل عدد مشاهدات الفيديو على موقع يوتيوب أكثر من مليار وسبعمائة مليون مشاهدة.
القوة القادرة على تحريك المجتمع الكورى وتسيطر عليه هي ’الحاجة’،و’الرغبة’،و’الطموح’.رأى الباحثون في عنصر ’الرغبة’ في العالم أنه لابد من إعراء إنتباه إلى الوحدات السكنية بكوريا الجنوبية.ونظراً لوجود نظام تصنيف يعمل طبقاً للرأسمالية الكورية حيث تسكن الطبقة العليا حي كانغنام.تتحرك الرأسمالية الكورية من قبل عناصر تتكون من تسلسل قوى،روح تنافسية عالية،و المحاكاة.و في نفس الوقت الذي تقوم هذة العناصر بنشر السلبيات بتوسع فهى تنشر الإبتكارات الإيجابية بسرعة أيضاً.هذا هو ما يسمى ب «روح كانغنام».
أثبت التاريخ على مر العقود الماضية أن إذا كان شئ ما ’كاجنامى-يخص كانغنام-’ فسرعان ما يتحول إلى شئ’على الصعيد الوطنى.
و كان أكثر التغيرات اذهالاً هو الوحدات السكنية متمثلة في شكل السكن.فتظهر لنا شخصية ’السيدة الكانغنامية’المثابرة في اتمام التعديلات داخل الوحدات السكنية في عملية إعادة إعمارها ونستطيع أن نراها في تعلم الأبناء وتقنية الاستثمار فمن جميع النواحى تأخذ كانغنام قيادة مطلقة ممارسة في المجتمع الكورى الجنوبى.
الشئ الذي نستطيع ملاحظته أن ’روح كانغنام’ على الأقل من جانب العقلية والثقافة كانغنام تقترح الأشياء التي يمكن أن تكون المحرك للرأسمالية الكورية.هي روح النظر نحو الاماكن المرتفعة بسرعة لا نهائية،التوقع لنجاح شئ ما بضخامة. وبمثل هذة الروح والتوقع.

## تاريخ كانغنام
ظهر حي «كانغنام» بعد انفصال كلاً من منطقتى «ميونج ايل-دونغ» و«سونج-دونغ» في الأول من شهر أكتوبر عام 1975.
تأسس حي "كانج-دونغ" بعد انفصال كل من منطقة "ها ايل-دونغ"،"سانج ايل-دونغ"،«ميونج ايل-دونغ»،كو دوك-دونغ"،"ام سا-دونغ"،تشون هو-دونغ"،سونج نى-دونغ"،بونج ناب-دونغ"،"كيل-دونغ"،"دون تشون-دونغ"،"كو يو-دونغ"،"ما تشون-دونغ"،"بانج اى-دونغ"،"اى-دونغ"،"اوه كم-دونغ"،"سونج با-دونغ"،"سوك تشون-دونغ"،"كا راك-دونغ"،"مون چونج-دونغ"،"چام شيل-دونغ"،"شين تشون-دونغ"و جزء من منطقة "سامسونج-دونغ"،"سامچون-دونغ"،"سوو سو-دونغ"،"چاجوك-دونغ"،"يول هيون-دونغ"،چانج چى-دونغ" عن منطقة «كانغنام» في الأول من شهر أكتوبر عام 1979.
أصبح حي «هاك-دونغ» تابعة لمنطقة «نون هيون-دونغ» عام 1982.
تأسست منطقة «سوتشو» بعد أن أصبح لديها سيطرة على جزء من منطقة «كانغنام» في الأول من شهر يناير عام 1988.
عادت السلطة لكانغنام على «دوكوك-دونغ» بمنطقة «سوتشو» في الأول من شهر يناير عام 1989.
أصبح حى «بوى-دونغ» تابعاً لحى «كى بوى-دونغ» في الأول من يناير عام 2008.

## سمعة الحي
يحظى حي كانغنام بسمعة حسنة عند الأجانب خارج كوريا الجنوبية وذلك من خلال الترويج للحي بإعتباره من أرقى أحياء الدولة وذلك من خلال الدراما الكورية وبوب كوري تحت ما يسمى ب«الموجة الكورية» أو موجة الهاليو حيث تهذف الموجة إلى إستقطاب المتابعين من خارج كوريا للتعرف على البلد لتنمية عدد السياح
أما سمعة الحي محليا فتحظى بنوع من الخلل في الاراء الشعبية حيث يتم انتقاد الحي وذلك راجع للأسعار المرتفعة للإيجار وتمركز أغلب الجامعات المرموقة في الحي كما يجب الذكر أيضا أن هذا الحي يضم على العديد من عيادات التجميل وهذا ما يزيد من سوء سمعة الحي ومرتاديه وذلك من خلال تلقيب الخاضعات لعمليات التجميل بالحي باسم «الوجوه البلاستيكية». «وحش كانغنام» وذلك باعتبار الكوريين أن الجمال جمال الروح ولا يجب تخريب الوجه بالعمليات رغم ذلك يحظى الحي بنوع من الاستحسان وذلك لأنه من أكثر المراكز الوافدة للسياح ووجود فرص عمل كثيرة في الحي.

## المناطق الإدارية
تبلغ مساحة «كانغنام» 6.53% من مساحة سيئول ككل وتعادل هذة المساحة 39.51كم²، ووصل تعداد سكان منطقة «كانغنام» طبقاً لاحصائيات 31 ديسمبر 2011 إلى 231.983 عائلة ، 573.003 فرد.
| المنطقة الإدارية | الاسم بالكورية | مساحة المنطقة (كم²) | عدد العائلات | عدد السكان |
| ---------------- | -------------- | ------------------- | ------------ | ---------- |
| شين سا-دونغ      | 신사동         | 1.89                | 8.858        | 20.870     |
| نون هيون1-دونغ   | 논현1동        | 1.25                | 15.562       | 27.622     |
| نون هيون2-دونغ   | 논현2동        | 1.47                | 11.066       | 23.204     |
| اب كوچونج-دونغ   | 압구정동       | 2.53                | 11.312       | 29.694     |
| تشونج دام-دونغ   | 청담동         | 2.33                | 12.594       | 31.550     |
| سامسونج1-دونغ    | 삼성1동        | 1.94                | 5.935        | 16.421     |
| سامسونج2-دونغ    | 삼성2동        | 1.24                | 14.330       | 32.806     |
| داى تشى1-دونغ    | 대치1동        | 0.79                | 6.286        | 21.460     |
| داى تشى2-دونغ    | 대치2동        | 2.00                | 14.264       | 43.727     |
| داى تشى4-دونغ    | 대치4동        | 0.73                | 10.624       | 22.454     |
| يوك سام1-دونغ    | 역삼1동        | 2.35                | 20.673       | 37.023     |
| يوك سام2-دونغ    | 역삼2동        | 1.15                | 14.397       | 35.002     |
| دوكوك1-دونغ      | 도곡1동        | 1.02                | 8.488        | 23.372     |
| دوكوك2-دونغ      | 도곡2동        | 1.02                | 11.808       | 34.679     |
| كى بو1-دونغ      | 개포1동        | 1.27                | 9.042        | 23.764     |
| كى بو2-دونغ      | 개포2동        | 2.51                | 12.750       | 35.330     |
| كى بو4-دونغ      | 개포4동        | 1.49                | 9.916        | 24.280     |
| سى كوك-دونغ      | 세곡동         | 6.36                | 3.655        | 10.382     |
| ايل وان بون-دونغ | 일원본동       | 2.58                | 7.683        | 23.334     |
| ايل وان1-دونغ    | 일원1동        | 0.92                | 7.687        | 19.094     |
| ايل وان2-دونغ    | 일원2동        | 1.24                | 7.426        | 19.631     |
| سوو سو-دونغ      | 수서동         | 1.43                | 7.627        | 17.304     |
| كانغنام          | 강남구         | 39.51               | 231.983      | 573.003    |

## المرور
تم اعتبار مشكلة المرور كأولوية في نفس الوقت الذي كان يتم فيه تنمية مشروع تعديل الطرق وتطويره ولذلك تم بناء جسر "هان-نام"(بالكورية:한남대로)، وجسر "يونج-دونغ"(بالكورية:영동대로)،و جسر "سونج-سو"(بالكورية:성수대로)،جسر"دونغ-هو"(بالكورية:동호대로) وغيرهم واحد تلو الآخر.و تم تشكيل كلاً من جسر "كانغنام"،جسر "يونج-دو"،جسر "اوليمبيك"،و "نام بوسون هوان رو" وإيصالهم ببعضهم البعض بحيث كان شكلهم على هيئة لوحة" البادوك"-شبيها بلوحة(الشطرنج)عند الكوريون".

## الاقتصاد في كانغنام
تعرف كانغنام بكونها منطقة للاغنياء وارتفاع مستوى المعيشة بها،و قد تم مقارنتها بمدن مثل «بيفرلى هيلز»التي تقع في ولاية كاليفورنيا(بالإنجليزية:Beverly Hills).
أكثر شئ نستطيع أن نرى هذا من خلاله هو سعر العقارات فسيئول نفسها معروفة بارتفاع أسعار العقارات فمعدل سعر العقارات هو حوالى 5,500 دولار أمريكى للمتر المربع. ومعدل سعر العقارات في «كانغنام» يصل إلى الضعف إلى حوالى 10,000 دولار أمريكى للمتر المربع.الا وهو يصل إلى 3.5 مرات معدل سعر العقاراات على المستوى الوطنى.
أما بالنسبة إلى أسعار الأراضى فتتنافس منطقة «كانغنام» التي تبلغ مساحتها 40 كيلو متر مربع مع مدينة «بوسان»- ثانى أكبر مدينة بكوريا الجنوبية- مضاف اليها المناطق المجاورم من م«سو-تشو»و«سونج-با».
و على الرغم من احتفاظ كلاً من مقاطعة«سنترال» ،مقاطعة«چونچو»، ومقاطعة«يونج-سان» ومقاطعة«يونج دونغ-بو» بدورهم الرئيسى كمراكز للأعمال إلا ان «كانغنام» والمناطق المجاورة لها أصبحوا سريعا قلب الأعمال في مجالات متعددة. من شركات الأعمال الواقعة في «كانغنام» مثل مجموعة متاجر هينداى ، شركة ݘى-اس جروب، شركة هانكوك تاير، وهناك ايضاً شركات عالمية لها فروع بكانغنام مثل شركة «جوجل» وشركة «اى بى ام» ،شركة «تويوتا».
منذ 2012 أصبحت «كانغنام» منزلاً لشركة اف ان سى الترفيهية( بالإنجليزية:FNC Entertainment)التي نقلت مكاتبهم إلى منطقة تشونج دام-دونغ منفصلة عن شركتها الام «ام نيت ميديا»و تمركزوا في منطقة«اب كو ݘونج-دونغ». وغيرها من شركات الترفيه مثل شركة «اس ام تاون» الترفيهية (بالإنجليزية:SM Town) التي تضم الفرق الشبابية كفرقة سوبر ݘونير(super junior)،دونغ بانج شينجى(dbsk)و شاينى(shinee) غيرهم.. وشركة «ݘى واى بى الترفيهية» وغيرهم من شركات الترفيه.

## التنمية الاقتصادية
حتى عام 1980 كانت «كانغنام» والمناطق المجاورة لها اقل المناطق تطوراً في سيئول ولكن اثرا لمعجزة التطور لمدة 30 عاماً أكتسبت سمعة كونها من أكثر المناطق الذي لها تأثير ولها فعالية كبيرة في كلاً من «سيئول» و«كوريا الجنوبية» ككل.
بالإضافة إلى ان قام مركز كوكس للمؤتمرات والمعارض بكانغنام باستضافة مؤتمرات عالمية مثل «مؤتمر قمة الأمن النووى 2012»(بالإنجليزية:2012 Nuclear Security Summit، مؤتمر قمة سيئول g-20 عام 2010 (بالإنجليزية:2010 G-20 Seoul summit).

## التعليم في كانغنام
كوريا الجنوبية معروفة بمستوى تعليمها العالى والمنافسة القوية على دخول الجامعات بها، وتعتبر كانغنام العاصمة الوطنية للتعليم، وهذا يعتبر من العوامل الحاسمة في جعل كانغنام من أكثر المنااطق التي تثير الانتباه في كوريا الجنوبية .في 2010 حوالى 6% من المرشحين الناجحين للالتحاق بجامعة «سيئول القومية»(بالإنجليزية:Seoul National University) -التي تعتبر أعلى وأفضل جامعة بكوريا الجنوبية- من منطقة كانغنام بالرغم من أن نسبة سكان منطقة كانغنام تصل إلى 1% من سكان كوريا الجنوبية باجمعها. وفي 2008 ذهب حوالى 23 من ألف شخص في منطقة كانغنام للدراسة بالخارج بينما كان المعدل القومى 3.6 لكل ألف شخص في نفس ذات الوقت. ونظرا لأن أصبحت كانغنام منطقة مشهورة عالميا أصبح يأتى اليها طلاب من بلاد أخرى لدراسة اللغة الكورية.

## حى تشونج دام-دونغ بقطاع كانغنام
تشونج دام-دونغ من الأحياء المعروفة بقطاع كانغنام بسيئول وهو ككل مناطق كانغنام يجسد صورة الحياة المرفهة المرتفعة المستوى ، معظم من يقيم بتشونج دام-دونغ من المحترفون الجدد الذي قاموا بدراستهم بالخارج. تشونج دام د-ونج معروف بمناطق التسوق ويوجد بها شارع رئيسى للتسوق باسم"شارع تشونج-دام للتسوق" وشارع "أي چونج روديو" الذي يقع بحى "أي چونج"(بالإنجليزية:Apgujeong-dong) وشارع "جاروسو(بالإنجليزية:Garosu-gil) بحى "سين-سا"(بالإنجليزية:Sinsa-dong) ويعتبروا من الأماكن الكبيرة المرتبطة بالموضة وأخر الصيحات.

### الإعلام في«تشونج دام-دونغ»
كان لحى «تشونج-دام» دور في جعل كانغنام تحصل على شهرة أكثر عن طريق الإعلام
-في 5 مارس 2012: اقيم المؤتمر الصحفى لعودة الفرقة الكورية(shinhwa) بعد 4 سنوات حيث كانوا يأدون الخدمة العسكرية ،ب(CJ CGV) بتشونج دام-دونغ وقامت شركة (Mnet Media) بنقل بث مباشر في 200 دولة
-في ديسمبر 2012: قامت شركة الترفيه (SBS)بتصوير دراما (Cheongdam-dong Alice) بطولة (Moon Geun-young) بتشونج دام-دونغ بقطاع «كانغنام».
-مايو 2013:أُستخدم متجر (10 Corso Como) كموقع لتصوير فيديو أغنية (Gentleman) للفنان الكورى الجنوبى «Psy».

## التيهرانو(Tehranno)
التيهرانو هو شارع بقطاع كانغنام بسيئول يقع بالكيلو 3.5 من الطريق السريع رقم 90 ويمتد من محطة «كانغنام» ماراً بحى«يوكسام»(بالإنجليزية:Yeoksam-dong)ليصل إلى حى «سامسونج»(بالإنجليزية:Samseong-dong-dong)و يتميز بأن هناك العديد من الشركات الخاصة بمجال الإنترنت مثل "Naver"،"Daum"،
Google" وبه أيضاً مكاتب تنفيذية لشركات مثل "Samsung Electronics"، ويوجد مكاتب لشركات ومنشأت مثل "Standard Chartered"،"POSCO"، ويوجد أيضا عدة من أغلى ناطحات سحاب وعقارات بكوريا الجنوبية بشارع "التيهرانو" بقطاع «كانغنام».

## حى أب جو-چونج
هو حى بقطاع كانغنام بسيئول وهو ينحدر من صوان يحمل نفس الاسم أسسه «هان ميونج-هوى»-مسؤول حكومى ذو رتبة عالية بعصر جوسون.
واستخدمت سلسلة مقاهى "Caffè Pascucci" التي تقع بالحى كموقع لتصوير دراما "Beautiful Daysعام 2001 من قبل شركة SBS.

## حى يوكسام
يتميز حى يوكسام بوجود عدة شركات ومبانى به منها
•مقر باندورا تي في 
•مكتب لدى شركة Google 
•ال«كوكي وون»-يعتبر المقر العالمى لرياضةالتايكوندو-
• شركة"C-JeS Entertainment"الترفيهية
•شركة«بليديس إنترتينمينت» الترفيهية 
•فندق "Renaissance Seoul Hotel"

## حى «داى-تشى»
و هو حى يقسم إلى ثلاثة أقسام «داى تشى-1»،«داى تشى-2»و«داى تشى-3».أصبح الحى تحت إدارة قطاع «كانغنام» في أول أكتوبر عام 1975
حى داى-تشى يتميز بأغلى عقارات بجميع أحياء قطاع «كانغنام» وهذا بسبب كثرة وجود الhagwons -وهي المراكز التعليمية الخاصة-بالحى ويعرف حى «داى-تشى» بكونه يرسل أكبر نسبة طلاب إلى جامعات ال"SKY" وهم أكبر ثلاثة جامعات بكوريا الجنوبية والأصعب في الإلتحاق بهم وهم Korea University،Seoul National UniversityوYonsei University.بدأ ظهور الhagwons في الستينات في المناطق المحيطة بأفضل مدارس أكاديمياً وهناك أكثر من 850 مركز تعليمى خاص بحى «داى-تشى» بقطاع كانغنام. ومن الأسباب الأخرى لجعل عقارات حى "داى-تسى" الأغلى هو مرور مجرى نهرى باسم "Yangjaecheon في قلبه.
و يقام حفل يوم الرياضة لكانغنام "Gangnam Sports Day" في الحى ويكون هناك الحدث الرياضى والعروض ويقوم أشهر الفنانين بالأداء في هذا الحفل.

## البونج إن-سا
هو معبد بوذى يوجد بحى سامسونج بقطاع كانغنام. المعبد مقصد سياحى جدير بالذكر فهو يرى السياح«برنامج الإقامة بالمعبد»و الذي تجعلهميعيشوا الرهباء لساعات معدودة.المنطقة من المعبد إلى فندق "park hyatt" بها العديد من المطاعم الفاخرة التي تقدم أكلات من المطبخ الكورى بلمحة جديدة والعديد من المطاعم النباتية.

## مجمع Coex التجارى(Coex Mall)
مجمع" Coex" التجارى هو مجمع يوجد تحت الأرض بقطاع كانغنام بسيئول ويحتوى المجمع على مراكز لعقد المؤتمرات وقاعات معارض والعديد من المراكز التجارية ،و هو أكبر مجمع تجارى تحت الأرض بأسيا وتبلغ مساحته 85,000 متر مربع
و بشهر مارس من عام 2012 كان ال"KITA"(الاتحاد الكورى للتجارة الدولية)قد قام بإعلان خطط لتحديث مجمع "coex" التجارى وقامت إعلان أيضاً أنها تنوى إنفاق 180 مليار وونكورى جنوبى في مشروع التحديث .و ليتم هذا التحديث فسيتم إنشاء ممرات لعبور المشاة بين محطة "coex" الجديدة والتي سوف ينتهى العمل بإنشائها في 2014 وستوجد على خط رقم 9 من مترو أنفاق سيئول (Seoul Subway line9) وبين محطة سامسونج الموجودة على خط رقم 2 من مترو أنفاق سيئول وسوف تزداد مساحة أرض المجمع إلى حوالى 173,025 متر مربع مع العلم أن المساحة السابقة تبلغ 152,116 متر مربع.

### برج التجارة(Trade Tower)
يعد برج التجارة من أطول المنشأت في كوريا الجنوبية ويقع بقطاع «كانغنام» بسيئول وهو مكون من 54 دور. وهو ينتمى إلى مجمع "coex"التجارى .بنى البرج عام 1988 ويصل طوله 748 قدم(228 متر)، ويوجد بدوره ال 52 أحد المطاعم الشهيرة.

### اكواريومcoex aquarium )coex )
يقع الاكواريوم بقطاع «كانغنام» بمجمع "coex" ويعد من أكبر مؤسسات حفظ المجموعات المائية في كوريا الجنوبية بإحتواءه على 40 ألف كائن بحرى من 650 نوع وقصيلة ، ويوجد بالاكواريوم 90 حوض لعرض الكائنات البحرية تتواجد في مجموعات تحت أسم «مناطق الاكتشاف». و يمشى الزوار في المعرض الذي يأخذ شكل نفق اسطوانى تحت البحر خلال خزان يحتوى على 2000 طن من الماء. يحتوى الخزان على أسماك القرش وسلاحف بحرية تسبح حول الزوار من ثلاث اتجاهات.

## متحف سايمون للحقائب اليدوية(simone hangbag museum)
متحف «سايمون» هو متحف متخصص بعرض الحقائب اليدوية يوجد بسيئول كوريا الجنوبية. المتحف مقسم إلى قسمين أولهم القسم الحديث والقرن العشرين والقسم الثانى هو التاريخى (1500-1900). يوجد 300 حقيبة يد بالمتحف منهم حقائب ترجع إلى عام 1550م ومنهم حقائب من عصرنا الحالى 
فتح المتحف 19 يولو عام 2012 بقطاع «كانغنام» وأخذ مبنى المتحف هيئة حقيبة يد.أسس المجموعة المتواجدة بالمتحف"kenny park" المدير التنفيذى لشركة"simone handbags" وقامت بتجميعها وتنسيقها "judith clark" بروفيسورة في الأزياء وعلم المتاحف بكلية لندن للأزياء (london college of fashion). يوجد المتحف بمبنى يدعى "backstage" مكون من 10 طوابق.

## المهرجانات والاحتفالات بقطاع كانغنام
هناك عدة مهرجانات تأخذ مكاناً في «كانغنام» مثل:
•مهرجان ماراثون السلام الدولى باكتوبر
•مهرجان الموضة في أكتوبر
•مهرجان رياضة للمقيمين بقطاع «كانغنام» في شهر مايو
بعد الاحتجاجات المناهضة ضد الولايات المتحدة وجيشها بسيئول في أولى سنوات الألفية الثانية قامت السلطات المحلية بقطاع كانغنام بتنظيم عدة أحداث رياضية وحضارية مثل ماراثون السلام الدولى بالاشتراك مع ال"USFK" United States Forces Korea في عام 2009 ومُنحوا جوائز مميزة من قبل الجيش الأمريكى للتبادل الحضارى مع القوات الأمريكية. وكان الفنان الكورى الجنوبى«ساى» من أحد المشاركين في الاحتجاجات عام 2002

## جرائم وحوادث بقطاع كانغنام

### مذبحة حى «نون هيون»(بالإنجليزية:Nonhyeon-dong massacre)
حى «نون هيون»(بالإنجليزية:Nonhyeon-dong) هو حى بقطاع كانغنام بسيئول يقع على حدود"Apgujeong" و"Sinsa-dong" من الشمال و"Samseong-dong" باتجاه الشمال الشرقى و"Yeoksam-dong" من اتجاه الجنوب
مذبحة حى «نون هيون» هي حادثة قتل جماعى وقعت بحى «نون هيون» 20 أكتوبر 2008 عندما قام رجل بالثلاثين من عمره يدعى «ڇونج سانج-ڇين»
(بالكورية:정상진) باشعال النيران بمهجع وطعن بضعة نساء بسكين تستخدم لتقطيع «الساشيمى»-أكلة يابانية- قتل في هذة الحادثة 6 أشخاص وجرح سبعة أخرون  وتم القبض عليه بتهمة الحرق والقتل  وحكم عليه بالإعدام في 12 مايو 2009.
و كان قد قال «ڇونج سانج-ڇين»في التحقيق انه كان لديه مشاكل مالية وديون ودائماً ما شعر باستهتار الناس به لذا قرر أن يطلق غضبه على الأغنياء والجهات العليا ولكن لأنه أمر صعب تحقيقه قام بقتل من هم في متناول يده.

### حادثة الهليكوبتر ب 2013
في يوم 26 نوفمبر عام 2013 اصطدمت طائرة هيليكوبتر بمينى بقطاع «كانغنام» بسيئول مكون من 30 طابق قبل سقوطها وتوفى جراء هذا الحادث كلا الطيارين ولم يتأذ أحد من من بالمبنى